# Sahansah
Šâhanšâh (persa: شاهنشاه; rey de reyes) es un título monárquico persa utilizado por primera vez por los gobernantes del Imperio aqueménida. Su primer titular fue Ciro el Grande (r. 559-530 a. C.) y es una derivación del título sah, traducido literalmente como rey. Ambos títulos fueron utilizados por las diversas dinastías iraníes, aunque también fueron adoptados por algunos gobernantes extranjeros. La mayoría de los historiadores creen que Alejandro Magno adoptó el título real persa de Sahansah.
El último sah, Mohammad Reza Pahleví, usó el título cuando se autocoronó en 1967, siendo así el último gobernante en usarlo.